# Busca orgânica
Uma busca orgânica é o processo que faz com que os usuários da World Wide Web possam realizar pesquisas na rede através das listagens dos motores de busca, ao contrário do que ocorre com listagens de resultados onde pode constar publicidade paga e anúncios (pay per click) exibidos entre os resultados de procura. Listas de resultados de busca orgânicas são baseadas na relevância de uma palavra-chave em uma página de um website.
A área de otimização para sistemas de busca, (SEO - Search Engine Optimization), é preocupada em aumentar ao máximo a visibilidade de um website nas listagens de resultados das pesquisas e conferir maior evidência aos resultados orgânicos de busca. Alguns empresários baseiam suas estratégias de SEO para que o website alcance uma posição bem sucedida em resultados orgânicos de pesquisa para vários termos e palavras-chave.
Perfil do usuário de busca:
- Usuários de mecanismos de busca tendem a acessar primeiro os hiperlinks nos resultados de busca orgânica, não encontrando o que procuram, só então acessam as páginas de anúncios pagos (anúncios patrocinados);
- Em média 9,2 resultados são vistos antes do usuário dar o primeiro clique;
- Em média os consumidores gastam 10,4 segundos em uma página para ver resultados de busca;
- Usuários em busca de efetuar transações vêem mais resultados, 9,9 em média, contra 8,5 dos usuários que apenas buscam informações;
- Compradores gastam mais tempo vendo resultados, 11,4 segundos em média, contra 9,4 segundos dos que apenas buscam informações.

## Como estar na primeira página dos resultados de Buscas Orgânicas

### Modificações no site
Com o intuito de fornecer, aos buscadores, informações que tornem um site relevante e importante ao tema pesquisado, algumas modificações serão essenciais para o ganho de posicionamento de um site.  Serão levadas em consideração estruturas de formatação, textos, palavras-chaves, rede de links, nomeação de figuras, vídeos entre outros.
É importante que o site seja leve, com navegação fácil, texto único e relevante, com densidade de palavras adequada para sua relevância. Assim, chegar à primeira pagina do Google se torna uma realidade.

### Modificações fora do site
Fora do site, existe a necessidade de se criar uma rede sustentável de suporte para o ganho  e manutenção do posicionamento.
Atualizações através de blogs e divulgações por notas de imprensa serão as principais responsáveis pela criação de backlinks, considerados fundamentais para o sucesso da otimização do site e ganho de posicionamento nos mecanismos de busca, ajudando o site a chegar à primeira pagina do Google, Yahoo, MSN, Bing e outros.

## Novos Algoritmos de Indexação

### Indexação Cognitiva de Resultados
Em Outubro de 2016 foi ao AR o primeiro sistema online que faz o trabalho de SEO automáticamente com base de keywords utilizadas para pesquisa no Google Chamado ARC (Algoritmo de Resultado Cognitivo). Este algoritmo utiliza de Inteligência Artificial para classificar e ajustar adequadamente o resultado ao termo de pesquisa vindo do Google em tempo real. Este código é proprietário e foi desenvolvido pela empresa CODEINDEXER para utilização em seu site de classificados INDEXEI (Guia Indexei).

### Indexação Neuro-Orgânica de Resultados
Parecido com a Indexação Cognitiva de Resultados, a Indexação Neuro-Orgânica trabalha o código de otimização de SEO baseado em redes neurais artificiais que leva em consideração as palavras-chaves utilizadas nas pesquisas do Google para aprender as tendências de interesse, podendo então fornecer dados importantes para o ajuste destas novas palavras-chaves com as Tags dos seus anunciantes.

Busca Orgânica no Brasil - Registro de Marca
A marca "Busca Orgânica" é registrada no Instituto Nacional da Propriedade Industrial (INPI) sob o número de processo 927484331. O registro pertence à empresa STD Soluções em Tecnologia e Desenvolvimento Ltda, cujo CNPJ é 43.998.888/0001-06 e o site é https://www.buscaorganica.com.br/.